# Petr Papoušek
Petr Papoušek (Čáslav, 7 maggio 1977) è un allenatore di calcio e calciatore ceco, centrocampista del Turnov e tecnico in seconda di nazionale U-20 ceca e Varnsdorf.

## Caratteristiche tecniche
Ricopriva il ruolo di esterno sinistro.

## Carriera
Dopo aver giocato nelle giovanili di TJ Slavoj Vrdy (1983-1991) e di Mladá Boleslav (1991-1995), approda al calcio professionistico esordendo con la maglia del Dukla Pribram nel 1996. Nel 1998 viene acquistato dallo Sparta Praga, squadra con la quale coglierà due titoli cechi, giocando anche una stagione in prestito con la maglia dello Jablonec. Dopo aver vissuto una breve esperienza con il Baník Ostrava, passa allo Slovan Liberec, società della quale diverrà una bandiera, vincendo anche il titolo della stagione 2005-2006.
A Liberec colleziona 218 presenze e 24 marcature prima di ritirarsi alla fine della stagione 2010-2011.
In totale Papoušek ha giocato più di 330 partite siglando 51 reti.

## Palmarès

### Club
- Gambrinus Liga: 3

Sparta Praga: 1998-1999, 2000-2001
Slovan Liberec: 2005-2006